# Patró de Portadores Pilot
El patró de pilots és un dels paràmetres principals dins de les característiques de la modulació de banda ampla COFDM. La seva funció és la de definir la distribució que tindran els pilots dispersos en el senyal COFDM. Per a entendre en profunditat la funció i característiques del patró portadores pilot, o patró de pilots cal conèixer, en primer lloc, el que són els pilots.
Un pilot és un símbol conegut que s'insereix a determinades posicions del senyal COFDM per a obtenir informació de les característiques de la transmissió. Els pilots es transmeten a un nivell de potència superior al de la resta del senyal i un cop arriben al receptor permeten conèixer els detalls de la transmissió. El motiu pel qual s'envia a una potència superior en comparació amb la potència de la resta del senyal és perquè així es millora la relació senyal-soroll (SNR), minimitzant així l'efecte del soroll, cosa que permet realitzar al final del procés una millor estimació del canal.
Aquests pilots es distribueixen en el senyal de diferents maneres depenent del tipus que siguin; els pilots continus s'envien de manera homogènia a tot el senyal, i els pilots dispersos s'envien en determinades posicions, seguint el que anomenem patró de portadores pilot, o patró de pilots.
L'elecció del tipus de patró a utilitzar en un sistema COFDM concret serà clau per a adaptar el senyal a les condicions del canal.

## Paràmetres
Un patró pilot es defineix a partir de dues variables, Dx i Dy, que defineixen la posició de les portadores pilot. La localització dels pilots ve definida per la següent fórmula:

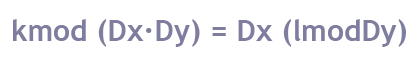
Fórmula de localització de pilots dispersos

Quan aquesta fórmula es compleix, vol dir que la portadora representada per la seva posició k al símbol COFDM l serà un pilot dispers.
En aquesta fórmula, el significat de les variables Dx i Dy és el següent: Dx es refereix a la separació entre les portadores amb pilots dispersos, Dy es refereix al nombre de símbols de COFDM que són necessaris perquè el patró es repeteixi.

## Patrons existents
El patró de pilots serà un o un altre depenent de la localització que es vulgui donar als pilots dispersos en el senyal.
Existeixen un total de 8 patrons de pilots diferents, ordenats a la taula següent:

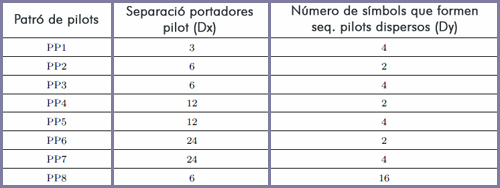
Taula de patrons pilot

A la taula es poden veure els diversos valors de Dx i Dy explicats anteriorment, en cadascun dels vuit patrons existents.
A la imatge que apareix a continuació es mostra la representació gràfica del patró de pilots 1, que té Dx=3 i Dy=4.

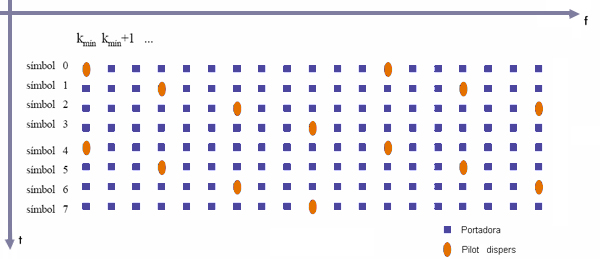
Representació gràfica del primer patró pilot

Aquest gràfic no respon al patró sencer, sinó que la mida en temps i en freqüència augmentarà en funció de les característiques del canal, i el patró s'anirà repetint. A més, cada patró pot suportar variacions en temps i en freqüència, sempre que no sobrepassin els límits d'amplada de banda que estableix el criteri de Nyquist propi del canal.

## Altres característiques
L'elecció del patró de pilots no afectarà només a la distribució dels pilots dispersos, sinó que l'amplitud d'aquests també dependrà de quin patró de pilots s'esculli.

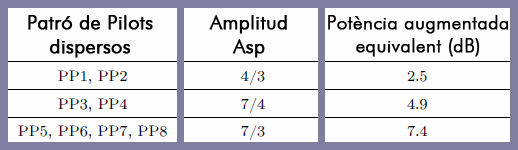
Taula d'amplituds per cada patró

S'augmenta la potència dels pilots respecte a la potència del senyal per a disminuir l'efecte del soroll sobre ells, per això es posa més potència quan es té un patró amb menys pilots i menys potència quan es té un patró amb més pilots.
Això es deu al fet que la potència total transmesa ha de ser constant.